# Nuremberg (Film)
Nuremberg (dt.: Nürnberg) ist der Titel eines Spielfilms, der 2024 unter der Regie von James Vanderbilt produziert wurde. Das Drehbuch basiert auf dem Sachbuch The Nazi and the Pyschiatrist. Hermann Göring, Dr. Douglas M. Kelley, and a Fatal Meeting of Minds at the End of WW II des US-amerikanischen Schriftstellers Jack El-Hai.
Im Juni 2025 wurde angekündigt, dass der Film am 7. November 2025 in den US-amerikanischen Kinos starten wird.

## Handlung
Zu Beginn des Nürnberger Prozesses gegen die Hauptkriegsverbrecher wird der US-amerikanische Gefängnispsychiater Douglas Kelley nach Nürnberg abkommandiert. Hier soll er die Psyche der gefährlichsten Männer des untergegangenen Dritten Reichs begutachten, unter ihnen der ehemalige Reichstagspräsident und Reichsluftfahrtminister Hermann Göring, einem der mächtigsten Männer nach Adolf Hitler.

## Hintergrundinformationen
Die Dreharbeiten des Films fanden zwischen Februar und Mai 2024 in Ungarn statt.